# Olympische Sommerspiele 1996/Teilnehmer (Kenia)
| Gelbes Symbol für Goldmedaillen mit stilisierten Olympischen Ringen | Graues Symbol für Silbermedaillen mit stilisierten Olympischen Ringen | Braundes Symbol für Bronzemedaillen mit stilisierten Olympischen Ringen |
| ------------------------------------------------------------------- | --------------------------------------------------------------------- | ----------------------------------------------------------------------- |
| 1                                                                   | 4                                                                     | 3                                                                       |

Kenia nahm bei den Olympischen Sommerspielen 1996 in der US-amerikanischen Metropole Atlanta mit 52 Sportlern, 10 Frauen und 42 Männern, in 27 Wettbewerben in fünf Sportarten teil.
Seit 1956 war es die neunte Teilnahme Kenias bei Olympischen Sommerspielen.

## Flaggenträger
Der Leichtathlet Paul Tergat trug die Flagge Kenias während der Eröffnungsfeier am 19. Juli im Centennial Olympic Stadium.

## Medaillengewinner
Mit einer gewonnenen Gold-, vier Silber- und drei Bronzemedaillen belegte das kenianische Team Platz 38 im Medaillenspiegel.

### Gold
| Name         | Sportart       | Wettkampf            |
| ------------ | -------------- | -------------------- |
| Joseph Keter | Leichtathletik | 3000 Meter Hindernis |

### Silber
| Name           | Sportart       | Wettkampf            |
| -------------- | -------------- | -------------------- |
| Paul Bitok     | Leichtathletik | 5000 Meter           |
| Paul Tergat    | Leichtathletik | 10.000 Meter         |
| Moses Kiptanui | Leichtathletik | 3000 Meter Hindernis |
| Pauline Konga  | Leichtathletik | Frauen, 5000 Meter   |

### Bronze
| Name                    | Sportart       | Wettkampf  |
| ----------------------- | -------------- | ---------- |
| Frederick Onyancha      | Leichtathletik | 800 Meter  |
| Stephen Arusei Kipkorir | Leichtathletik | 1500 Meter |
| Erick Wainaina          | Leichtathletik | Marathon   |

## Teilnehmer nach Sportarten

### Bogenschießen
- Dominic Rebelo
Einzel: 61. Platz

- Jennifer Mbuta
Frauen, Einzel: 62. Platz

### Boxen
- George Maina Kinianjui
Leichtgewicht: 17. Platz

- Peter Bulinga
Halbweltergewicht: 17. Platz

- Evans Ashira
Weltergewicht: 17. Platz

- Peter Odhiambo
Halbschwergewicht: 17. Platz

- Ahmed Rajab Omari
Schwergewicht: 9. Platz

### Gewichtheben
- Collins Okothnyawallo
I. Schwergewicht: 25. Platz

### Leichtathletik
- Donald Onchiri
100 Meter: Vorläufe

- Joseph Gikonyo
200 Meter: Vorläufe

- Samson Kitur
400 Meter: Halbfinale
4 × 400 Meter: Halbfinale

- Kennedy Ochieng
400 Meter: Viertelfinale
4 × 400 Meter: Halbfinale

- Charles Gitonga
400 Meter: Vorläufe

- Frederick Onyancha
800 Meter: Bronze

- David Kiptoo
800 Meter: 6. Platz

- Philip Kibitok
800 Meter: Halbfinale

- Stephen Arusei Kipkorir
1500 Meter: Bronze

- Laban Rotich
1500 Meter: 4. Platz

- William Tanui
1500 Meter: 5. Platz

- Paul Bitok
5000 Meter: Silber

- Tom Nyariki
5000 Meter: 5. Platz

- Shem Kororia
5000 Meter: 9. Platz

- Paul Tergat
10.000 Meter: Silber

- Josephat Machuka
10.000 Meter: 5. Platz

- Paul Koech
10.000 Meter: 6. Platz

- Erick Wainaina
Marathon: Bronze

- Lameck Aguta
Marathon: 52. Platz

- Ezequiel Bitok
Marathon: 56. Platz

- Erick Keter
400 Meter Hürden: Vorläufe

- Gideon Biwott
400 Meter Hürden: Vorläufe

- Barnabas Kinyor
400 Meter Hürden: Vorläufe

- Joseph Keter
3000 Meter Hindernis: Gold

- Moses Kiptanui
3000 Meter Hindernis: Silber

- Matthew Kiprotich Birir
3000 Meter Hindernis: 4. Platz

- Julius Chepkwony
4 × 400 Meter: Halbfinale

- Simon Kemboi
4 × 400 Meter: Halbfinale

- Samson Yego
4 × 400 Meter: Halbfinale

- David Kimutai Rotich
20 Kilometer Gehen: 23. Platz

- Justus Kavulanya
20 Kilometer Gehen: 40. Platz

- Julius Sawe
20 Kilometer Gehen: ??

- Remmy Limo
Weitsprung: 37. Platz in der Qualifikation

- Jacob Katonon
Dreisprung: 28. Platz in der Qualifikation

- Naomi Mugo
Frauen, 1500 Meter: Halbfinale

- Pauline Konga
Frauen, 5000 Meter: Silber

- Rose Cheruiyot
Frauen, 5000 Meter: 8. Platz

- Lydia Cheromei
Frauen, 5000 Meter: Vorläufe

- Tegla Loroupe
Frauen, 10.000 Meter: 6. Platz

- Sally Barsosio
Frauen, 10.000 Meter: 10. Platz

- Angelina Kanana
Frauen, Marathon: 15. Platz

- Joyce Chepchumba
Frauen, Marathon: DNF

- Selina Chirchir
Frauen, Marathon: DNF

### Schießen
- Anuj Desai
Kleinkaliber, liegend: 49. Platz